# Adhémar Jean Claude Barré de Saint-Venant

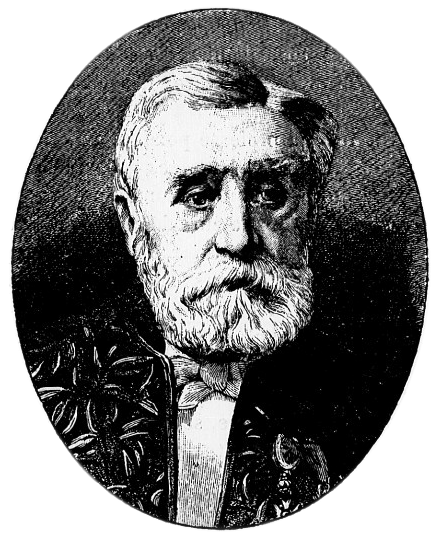
Adhémar Jean Claude Barré de Saint-Venant

Adhémar Jean Claude Barré de Saint-Venant (* 23. August 1797 in Villiers-en-Bière, Département Seine-et-Marne; † 6. Januar 1886 in Saint-Ouen, Département Loir-et-Cher) war ein französischer Ingenieur, Mathematiker und Physiker.

## Leben
Barré de Saint-Venant studierte an der École polytechnique von 1813 bis 1816. Danach arbeitete er bis 1845 als Ingenieur, zuerst beim Amt für Explosivstoffherstellung (Service de Poudre et Salpetre), dann als Bauingenieur für das Straßenbauamt. Um 1839 besuchte er zusätzlich Vorlesungen am Collège de France, unter anderem bei Joseph Liouville. Er lehrte als Nachfolger von Gaspard Gustave de Coriolis Mathematik an der École nationale des ponts et chaussées in Paris.
Er arbeitete hauptsächlich auf dem Gebiet der Mechanik, Elastizität, Plastizitätstheorie, Hydrostatik und Hydrodynamik. In Frankreich war er zu seiner Zeit eine der führenden Autoritäten in Mechanik. 1843 veröffentlichte Barré de Saint-Venant eine korrekte Herleitung der Navier-Stokes-Gleichungen, zwei Jahre bevor George Gabriel Stokes dies tat. Er erweiterte Naviers Theorie der Balkenbiegung (1864), behandelte die Torsion elastischer Zylinder und untersuchte nichtstationäre Strömungen in offenen Kanälen. Er gab auch eine französische Übersetzung der Elastizitätstheorie von Alfred Clebsch heraus.
Saint-Venant führte in Frankreich einen Kalkül mit Vektoren ein. Da er diesen 1845, ein Jahr nach Hermann Grassmann, veröffentlichte, aber behauptete, ihn schon seit den 1830er Jahren benutzt zu haben, kam es zu einem Prioritätsstreit.
1868 wurde er Mitglied der Académie des sciences in der Sektion Mechanik als Nachfolger von Jean-Victor Poncelet. 1884 wurde er zum korrespondierenden Mitglied der Göttinger Akademie der Wissenschaften gewählt.
Nach ihm ist das Prinzip von St. Venant und das St.-Venant-Element benannt. Zudem formulierte er die nach ihm benannten Saint-Venant-Gleichungen, mit deren Hilfe man instationäre Durchflüsse und Wasserspiegellagen berechnen kann.